# Ölands runinskrifter KALM1982;57

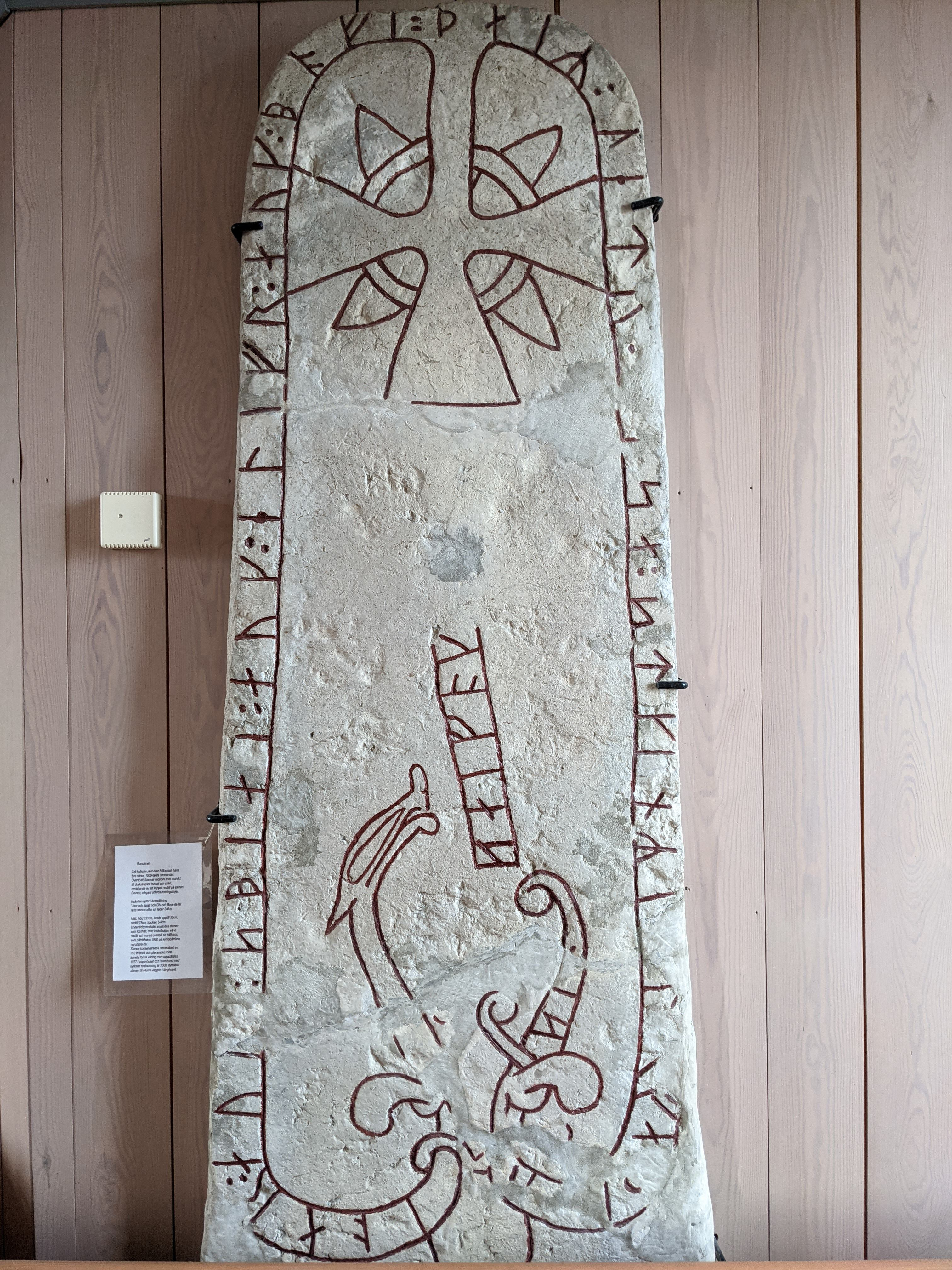

Runinskrift Öl KALM1982;57 är en runsten som nu förvaras i Mörbylånga kyrka och i Mörbylånga socken på Öland.
I bakre delen av Mörbylånga kyrka förvaras en 2,2 meter hög och 70 centimeter bred och sex centimeter tjock runsten av ljusgrå kalksten, som hittades i maj 1960. Den låg på kyrkogårdens nordöstra del som lockhäll och med texten vänd nedåt. Inskriften lyder enligt nedan:

## Inskriften
Translitterering av runraden:
ioar : au- : sbia- : auk : elifr : auk : bofi : þaiʀ : letu : ...-sa : stain ʀ--...- faþ-r sin saifok
Normalisering till runsvenska:
Ioarr o[k] Spia[ll] ok Elifr/Æilæifʀ ok Bofi, þæiʀ letu [ræi]sa stæin æ[ftiʀ] fað[u]r sinn, Sæfos.
Översättning till nusvenska:
Joar och Spjall(?) och Eliv och Bove, de läto resa stenen efter sin fader saifok (Säfus).